# Egnasia euphrona
Egnasia euphrona är en fjärilsart som beskrevs av Swinhoe 1891. Egnasia euphrona ingår i släktet Egnasia och familjen nattflyn. Inga underarter finns listade i Catalogue of Life.